# Wayne Wang
Wayne Wang (cinese: 王穎; pinyin: Wáng Yǐng) (Hong Kong, 12 gennaio 1949) è un regista, sceneggiatore e produttore cinematografico cinese naturalizzato statunitense.

## Biografia
Nato a Hong Kong, all'età di diciotto anni si trasferisce negli Stati Uniti per studiare cinema e televisione alla "California College of the Arts". Esordisce dietro alla macchina da presa nel 1975 con A Man, a Woman, and a Killer, co-diretto con Rick Schmidt. Dopo una serie di film, nel 1993 dirige il suo primo film per Hollywood, Il circolo della fortuna e della felicità, ma ottiene riconoscimenti grazie al film Smoke che gli vale un Orso d'Argento al Festival di Berlino del 1995, nello stesso anno dirige Blue in the Face, ideale seguito di Smoke.
Negli anni seguenti alterna produzioni impegnate come Chinese Box e The Center of the World, a commedie leggere e disimpegnate come Un amore a 5 stelle e L'ultima vacanza.

## Filmografia
- A Man, a Woman, and a Killer (1975)
- Chan Is Missing (1982)
- Dim Sum: A Little Bit of Heart (1985)
- Slamdance - Il delitto di mezzanotte (Slam Dance) (1987)
- Dim Sum Take Out (1988)
- Mangia una tazza di tè (Eat a Bowl of Tea) (1989)
- Life Is Cheap... But Toilet Paper Is Expensive (1989)
- Il circolo della fortuna e della felicità (The Joy Luck Club) (1993)
- Smoke (1995)
- Blue in the Face (1995)
- Chinese Box (1997)
- La mia adorabile nemica (Anywhere But Here) (1999)
- The Center of the World (2001)
- Un amore a 5 stelle (Maid in Manhattan) (2002)
- Il mio amico a quattro zampe (Because of Winn-Dixie) (2005)
- L'ultima vacanza (Last Holiday) (2006)
- The Princess of Nebraska (2007)
- Mille anni di buone preghiere (A Thousand Years of Good Prayers) (2007)
- Chinatown Film Project (2009)
- Il ventaglio segreto (Snow Flower and the Secret Fan) (2011)
- While the Women Are Sleeping (2016)
- Coming Home Again (2019)